# Башінформзв'язок
Башинформсвязь (укр. Башінформзв'язок) — російська телекомунікаційна компанія зі штаб-квартирою в Уфі, дочірня компанія Ростелеком.

## Історія
ПАТ «Башінформзв'язок» було створено 1992 року в результаті акціонування державного підприємства зв'язку і інформатики Республіки Башкортостан.
У 1993 році компанія почала надавати послуги стільникового зв'язку в стандарті NMT-450, в 1998 році — в стандарті GSM-900, у 2000 році — із застосуванням технології CDMA.
У 2004 році компанія почала надавати послуги широкосмугового доступу в Інтернет за технологією ADSL.
У 2009 році компанія придбала 98,77 % акцій ВАТ «Сотовая связь Башкортостана» (ССБ).
У 2016 році компанія придбала регіонального оператора АІСТ (компанія) в Самарській області.

## Власники та керівництво
Єдиним акціонером компанії є ПАТ «Ростелеком».
Генеральний директор — Сергій Алферов. Голова ради директорів — Колесніков Олександр В'ячеславович.

## Показники діяльності
«Башінформзв'язок» є найбільшим телекомунікаційним оператором Башкирії, контролюючи 93 % ринку телефонного зв'язку і 78 % ринку доступу в Інтернет.
Абонентська база компанії на кінець березня 2011 року нараховувала понад 1 млн абонентів фіксованої телефонії, 251 тис. абонентів широкосмугового доступу в Інтернет, 32 тис. абонентів IPTV, 84 тис. абонентів кабельного телебачення.
Основні фінансові показники за 2010—2012 роки:
|                            | 2012 рік  | 2011 рік  | 2010 рік  |
| -------------------------- | --------- | --------- | --------- |
| Виручка, тис. руб.         | 6 168 284 | 5 873 535 | 5 596 837 |
| EBITDA, тис. руб.          | 2 603 663 | 2 069 515 | 1 949 410 |
| Чистий прибуток, тис. руб. | 987 444   | 700 180   | 719 958   |

## Філіали ПАТ «Башінформзв'язок»
1. Білорецький міжрайонний вузол електричного зв'язку.
Скорочене найменування: Білорецький МВЕЗ ПАТ «Башінформзв'язок».
Адреса: 453500, м. Білорецьк, вул. Леніна, 41.
- Аскарівський РВЗ
- Старосубхангулівський РВЗ
- Учалінський РВЗ
- Міжгір'я ДВЗ

2. Бірський міжрайонний вузол електричного зв'язку.
Скорочене найменування: Бірський МВЕЗ ПАТ «Башінформзв'язок»
Адреса: 452320, м. Бірськ, Жовтнева площа, 3.
- Аскінський РВЗ
- Бураєвський РВЗ
- Верхньотатишлінський РВЗ
- Караідельський РВЗ
- Мішкінський РВЗ
- Старобалтачевський РВЗ
- Нафтокамський РВЗ
- Калтасінський РВЗ
- Миколо — Березівський РВЗ
- Янаульський РВЗ
- Агидельський цех
- Дюртюлинський РВЗ
- Верхньояркієвський РВЗ

3. Мелеузовський міжрайонний вузол електричного зв'язку.
Скорочене найменування: Мелеузовський МВЕЗ ПАТ «Башінформзв'язок»
Адраса: 453850, м. Мелеуз, вул. Воровського, 2.
- Єрмолаєвський РВЗ
- Ісянгуловський РВЗ
- Кумертауський РВЗ
- Мраковський РВЗ

4. Месягутовський міжрайонний вузол електричного зв'язку.
Скорочене найменування: Месягутовський МВЕЗ ПАТ «Башінформзв'язок».
Адреса: 452530, с. Месягутово, вул. Комуністична, 24.
- Великоустикінський РВЗ
- Верхньокигинський РВЗ
- Малоязовський РВЗ
- Новобілокатайський РВЗ

5. Сибайський міжрайонний вузол електричного зв'язку.
Скорочене найменування: Сибайський МВЕЗ ПАТ «Башінформзв'язок».
Адреса: 453640, м. Сибай, вул. Горького, 53а.
- Ак'ярський РВЗ
- Баймакський РВЗ
- Зилаїрський РВЗ

6. Стерлитамакський міжрайонний вузол електричного зв'язку.
Скорочене найменування: Стерлитамакський МВЕЗ ПАТ «Башінформзв'язок».
Адреса 453125, м. Стерлітамак, вул. Комуністична, 30
- Ішимбайський РВЗ
- Стерлібашевський РВЗ
- Толбазінський РВЗ
- Федорівський РВЗ
- Слатутський ДВЗ
- Красноусольський РВЗ

7. Туймазинський міжрайонний вузол електричного зв'язку.
Скорочене найменування: Туймазинський МВЕЗ ПАТ «Башінформзв'язок».
Адреса: 452750, м. Туймази, вул. Чехова, 1б.
- Бакалінський РВЗ
- Буздякський РВЗ
- Шаранський РВЗ
- Язіковський РВЗ
- Белебеївський РВЗ
- Біжбулякський РВЗ
- Давлеканівський РВЗ
- Єрмекієвський РВЗ
- Киргиз–Міякінський РВЗ
- Раєвський РВЗ
- Жовтневий ДВЗ
- Чекмагушевський РВЗ

8. Центр технічної експлуатації
Скорочене найменування: ЦТЕ ПАТ «Башінформзв'язок».
Адреса: 450000, м. Уфа, вул. Леніна, 30
- Благовіщенський РВЗ
- Іглінський РВЗ
- Кармаскалінський РВЗ
- Кушнаренківський РВЗ
- Чишмінський РВЗ
- Архангельський РВЗ
- Красногірський РВЗ

9. Санаторій-профілакторій «Связист»
Скорочене найменування: Санаторій-профілакторій «Связист» ПАТ «Башінформзв'язок»
Адреса: 450018, м. Уфа, вул. Елеваторна, 10/1.

## Порушення антимонопольного законодавства
25 березня 2010 року ФАС Росії визнала ПАТ «Башінформзв'язок», таким що порушило антимонопольне законодавство: компанія нав'язувала клієнтам порядок пропуску трафіку максимально вигідним для себе способом (через зонові транзитні вузли), а також необґрунтовано ухилялася від укладання договорів про приєднання мережі зонового зв'язку ТОВ «СЦС Совинтел» до мережі місцевого та зонового телефонного зв'язку ПАТ «Башінформзв'язок». Також ПАТ «Башінформзв'язок» встановило в умовах приєднання мереж електрозв'язку та пропуску трафіку дискримінаційні умови в частині обмеження для приєднаного оператора по пропуску трафіку із задіянням строго певного ресурсу нумерації, в порівнянні з ПАТ «Башінформзв'язок».
У липні 2011 року ФАС Росії ініціювала розгляд відносно ПАТ «Башінформзв'язок», встановивши, що в 2009—2010 роках компанія надавала доступ в Інтернет за тарифами, диференційованими залежно від місця проживання абонентів. Антимонопольний орган прийшов до висновку, що компанія порушила статтю 10 Федерального закону «Про захист конкуренції», оскільки домінуючі гравці на ринку не мають права на необґрунтоване встановлення різних цін на один і той же товар.